# Varvara Massyagina
Varvara Gennadyevna Masyagina (kazakh Варвара Геннадьевна Масягина), née le 25 août 1977 à Almaty, est une judokate kazakhe.

## Palmarès international en judo
| Jeux asiatiques     | Jeux asiatiques | Jeux asiatiques |
| Année               | Médaille        | Catégorie       |
| ------------------- | --------------- | --------------- |
| 1998                | argent          | –78 kg          |
| Championnats d'Asie |                 |                 |
| Année               | Médaille        | Catégorie       |
| 2003                | argent          | –78 kg          |
| 2004                | bronze          | –78 kg          |